# Alexis Phạm Văn Lộc
Alexis Phạm Văn Lộc (Huế, 17 marzo 1919 – 17 novembre 2011) è stato un vescovo cattolico vietnamita.

## Biografia
Alexis Phạm Văn Lộc nacque il 17 marzo 1919 a Huế.
Dopo gli studi compiuti nella sua città natale, monsignor Phạm fu per un breve periodo professore presso il seminario di Kontum e nel 1944 decise di seguire la sua vocazione religiosa entrando nel Seminario Maggiore Qui Nhơn e successivamente al Seminario Maggiore di Huế.
Fu ordinato prete il 21 agosto 1951 dall'arcivescovo Jean-Baptiste Urrutia, M.E.P. e assegnato alla diocesi di Kontum. Fu poi professore al seminario di Kontum e infine anche direttore fino al 1969, quando venne inviato in Francia per ulteriori studi.
Tornato in patria, a causa della situazione politica vietnamita molto instabile, il 27 marzo 1975 papa Paolo VI lo nominò vescovo coadiutore di Kontum assegnandogli la sede titolare di Respetta. La nomina fu sollecitata dal vescovo Paul-Léon Seitz per evitare che la sede rimanesse vacante e impedita in conseguenza della sua certa prossima espulsione dal paese.
Ricevette l'ordinazione episcopale immediatamente, lo stesso giorno dell’annuncio della nomina, nella cattedrale di Kontum dal vescovo Paul-Léon Seitz.
Succedette al governo della diocesi il 2 ottobre 1975. È stato il primo vescovo di Kontum di origine vietnamita.
I primi anni del suo ministero furono segnati da molte difficoltà, in particolare dalle interferenze del governo comunista che confiscò numerosi beni e ostacolò le attività missionarie ed egli stesso fu più volte perquisito e interrogato dai funzionari governativi in merito alle finanze diocesane tanto che, per timore che la già delicata comunità cristiana locale risentisse ancora di più delle difficoltà che il governo provocava nelle attività missionarie, monsignor Phạm già nel 1981 chiese alla Santa Sede l’assegnazione di un vescovo coadiutore.
Nonostante le difficoltà, il vescovo Alexis si impegnò fortemente per la cura pastorale della sua diocesi, preoccupandosi di favorire l’istruzione della popolazione e migliorare la formazione dei missionari nonché di provvedere alla cura dei numerosi orfani e sfollati provocati dalla guerra.
Si ritirò dal governo pastorale l'8 aprile 1995 per raggiunti limiti d'età e morì il 17 novembre 2011 all'età di 92 anni.

## Genealogia episcopale e successione apostolica
La genealogia episcopale è:
- Cardinale Scipione Rebiba
- Cardinale Giulio Antonio Santori
- Cardinale Girolamo Bernerio, O.P.
- Arcivescovo Galeazzo Sanvitale
- Cardinale Ludovico Ludovisi
- Cardinale Luigi Caetani
- Cardinale Ulderico Carpegna
- Cardinale Paluzzo Paluzzi Altieri degli Albertoni
- Papa Benedetto XIII
- Papa Benedetto XIV
- Cardinale Enrico Enriquez
- Arcivescovo Manuel Quintano Bonifaz
- Cardinale Buenaventura Córdoba Espinosa de la Cerda
- Cardinale Giuseppe Maria Doria Pamphilj
- Papa Pio VIII
- Papa Pio IX
- Cardinale Alessandro Franchi
- Cardinale Giovanni Simeoni
- Cardinale Antonio Agliardi
- Cardinale Basilio Pompilj
- Cardinale Adeodato Piazza, O.C.D.
- Cardinale Egidio Vagnozzi
- Arcivescovo John Jarlath Dooley, S.S.C.M.E.
- Vescovo Paul-Léon Seitz, M.E.P.
- Vescovo Alexis Phạm Văn Lộc

La successione apostolica è:
- Vescovo Pierre Trần Thanh Chung (1981)